# 烏東素站
烏東素站為泰國曼谷BTS素坤逸線的其中一座車站，位於曼那縣素坤逸路素坤逸103社（烏東素社），站碼為E12，於2011年8月12日開始營運。

## 鄰近地點
- 頌奔革命學校（Song Phom Pattiwat School），提供學習東方語言的學校。
- 果南泰第二醫院（Kluaynamthai 2 Hospital）位于素坤逸68社
  - 醫院集團官方網站（泰文） （页面存档备份，存于）
- 曼谷物業中心（Bangkok Property Center）
- 潭巴蓬基督教堂（Thanpraporn Church）提供英語基督教崇拜活動。

## 外部連結
- 曼谷集體運輸系統（架空電車）的官方網站